# 王红卫
王红卫，男，汉族，中国电影监制、编剧、策划，北京电影学院导演系副教授、硕士研究生导师，2006年至2012年任导演系副主任。

## 生平
1991年毕业于北京电影学院导演系，1991年至1995年在八一电影制片厂故事片导演室工作。1996年任教于北京电影学院导演系，开设《视听语言》、《导演剧作》、《导演创作》、《影片分析》、《导演基础》等课程。也在中央戏剧学院、北京师范大学、中央美术学院、中国美术学院教授电影课程。1999年、2007年分别赴德国、美国参加电影培训。
他参与编剧和策划的主要作品有《疯狂的石头》、《疯狂的赛车》、《无人区》、《心花路放》、《暴裂无声》、《疯狂的外星人》、《流浪地球系列电影》等。监制和艺术顾问作品包括《心迷宫》、《吉祥》等。

## 荣誉与头衔
- 中国电影文学学会会员
- 2007年《视听语言》课程被评为“北京电影学院优质课程”
- 2011年荣获“北京市中青年骨干教师”称号
- 2015年任第六届中国电影导演协会执委、副会长
- 第七届青葱计划理事长、电影策划
- 北京国际电影节创投召集人和评审
- 上海国际电影节创投评审